# Вестфлетерен (бира)
„Вестфлетерен“ (на нидерландски: Westvleteren) е трапистка бира, произведена и бутилирана в пивоварната на абатство „Sint-Sixtus“ в с. Вестфлетерен (Белгия). Westvleteren e една от осемте трапистки марки бира, заедно с Achel, Westmalle, Chimay, Orval, Rochefort, Engelszell и La Trappe (на Koningshoeven), които имат правото да носят знака „Автентичен трапистки продукт“ (Authentic Trappist Product), обозначаващ спазването на стандартите на „Международната трапистка асоциация“.

## История
Траписткото абатство „Sint-Sixtus“ се намира в селището Вестфлетерен, в близост до Ieper и Poperinge, в Северна Белгия, община Влетерен на провинция Западна Фландрия. Абатството е част от Ордена на цистерцианците на строгото спазване.
Монашеската общност е създадена като приорат през 1831 г. от отшелника Jan-Baptist Victoor и монаси от френското абатство „Sainte Marie du Mont des Cats“ на мястото на малък параклис, по името на който по късно манастира получава и името си. 
През 1839 г. е създадено начално училище, през 1840 г. е построена „старата църква“, през 1871 г. приоратът става абатство. Монашеската общност брои 23 монаси през 1835 г. и 52 през 1875 г. През 1850 г. 16 монаси основават манастира „Notre-Dame de Scourmont“ в близост до Шиме, а през 1858 – 1860 г. около двадесет монаси са изпратени в Канада. 
През Първата световна война стотици бежанци и почти 400 000 съюзнически войници живеят в и около абатството. Втората световна война също е трудно време за абатството и в икономически и в духовен аспект. След войната абатството бързо се възстановява от военните лишения и укрепва. През 1964 г. се изгражда къща за гости. През 1968 г. е построена и новата църква на абатството.
Данни за пивоварната са документирани за първи път на 15 юни 1838 г., като в документи на общността се посочва, че са изразходвани 919 франка за покупка на стара пивоварна. През май 1839 г. пивоварната получава лиценз за производство на бира и през същата година е сварена първата бира. Бирата започва да се продава на пазара от 1877 г. С течение на годините пивоварната е обновена пет пъти. 
През 1946 г. абатството сключва споразумение с пивоварната „Sint-Bernardus“ в Watou за производство на трапистка бира по рецепта на абатството. Между 1946 и 1992 г., „Sint-Bernardus“ произвежда бирата по лиценз с марката „Sint-Sixtus Abt“, с алкохолно съдържание 12 %. След сключване на споразумението капацитетът на пивоварната е ограничен на около 3500 хектолитра бира – за собствени нужди и за гости на манастира и ограничени количества за продажба. Всички бирарии и ханове, собственост на манастира, с изключение на кафето „In De Vrede“, в предната част на манастира, са продадени. 
През юни 2005 г. американският уеб сайт RateBeer.com обявява Westvleteren Abt 12 най-добрата бира на света. Същата бира печели първото място в класацията и през 2006,  2007 , и 2010 г. 
Както при всички други трапистки пивоварни, приходите от бирата са предназначени за финансова подкрепа на абатството и за благотворителност.

## Марки бира
Търговският асортимент на пивоварната включва три основни марки:
- Westvleteren Blonde (зелена капачка) – светла бира с алкохолно съдържание 5,8 %, с тъмнооранжев цвят, със силна горчивина, с плодов вкус и аромат, с нотки на цитруси и сметана. Произвежда се от 1999 година. Тази марка заменя на пазара Westvleteren 6 Special (червена капачка, с алкохолно съдържание 6,2%) и Westvleteren 4 Double (зелена капачка, 3,5%)
- Westvleteren 8 (синя капачка), известна и като Westvleteren Extra 8 – силна тъмна бира с алкохолно съдържание 8 %. Отличава се с тъмнокафяв цвят, силна горчивина, сложен и богат вкус, и аромат на шоколад и плодове, с нотки на стафиди, пъпеш, крем и малц, с много дълъг послевкус на хляб, малц, сушени плодове и алкохол.
- Westvleteren 12 (жълта капачка), известна и като Westvleteren Abt 12 – силна тъмна бира с алкохолно съдържание от 10,2 %. Произвежда се от 1940 година. Отличава се с тъмнокафяв цвят и комплексен аромат на карамел, хляб, стафиди и черен шоколад, с впечатляващ малцов вкус и отличен баланс между сладост и горчивина.

Бирите Westvleteren бири се предлагат на пазара без етикети, но използват капачки в различна цветова гама: Westvleteren Blonde – зелена капачка, Westvleteren 8 – синя капачка и Westvleteren 12 – жълта капачка.

## Производство
Westvleteren е най-малката трапистка пивоварна. Годишното производство по данни за 2010 г. е 4750 хектолитра. Въпреки увеличаване на търсенето на техните бири, монасите не желаят да произвеждат по-големи количества. Предвид ограниченото производство бирата се продава само в магазина на абатството и то след предварителна резервация, и в кафенето до абатството „In De Vrede“.
Бирата се прави от вода, ечемичен малц от различни сортове двуредов ечемик, хмел от местни производители от областта на Poperinge, захар и бирени дрожди. Производствения процес преминава през няколко етапа. След смилане на ечемика, следва варене на образуваната малцова каша и филтрация, за да се отделят твърдите неразтворими съставки. Към филтрираната течност се добавя захар и се кипва до температура 100 º C. Следва охлаждане, добавяне на дрожди и ферментация при температура 20 – 26 º C и отлежаване в резервоари за период най-малко три седмици. Без допълнително филтриране бирата се изпомпва в голям буферен резервоар, където за пореден път се добавят захар и свежи дрожди, така че да предизвикат повторната ферментация в бутилките. Накрая бирата се бутилира в стъклени бутилки. Бутилиращата инсталация на пивоварната е с капацитет 12000 бутилки на час. Касите с бутилирана бира се съхраняват в складовете от една до две седмици, за да приключи вторичната доферментация в бутилките, след което бирата е готова за пазара.